# Movimento (musica)
Nella musica, la parola movimento può assumere diversi significati.

## Movimento come parte di una composizione musicale
Nella musica classica, il termine movimento indica ciascuna "sezione" di una forma musicale che preveda più parti, come la suite, la sonata, la sinfonia ecc. Si può dire che i diversi movimenti di un'opera musicale sono delimitati nel tempo da una sospensione dell'esecuzione.
- Per designare l'una o l'altra sezione di un'opera di musica vocale, il compositore si serve di diversi termini — "parte", "atto", "aria", "recitativo", "ensemble", ecc. —, ma la parola "movimento" non è quasi mai adoperata. Per essere più precisi, un pezzo cantato prende molto spesso il proprio titolo da quello del testo messo in musica—quando detto testo ne possiede uno; in caso contrario, lo prende più semplicemente dal suo incipit.

Per esempio, per quel che riguarda la musica sacra: Benedictus, Quia respexit, He was despised, ecc., e, per quel che concerne la musica profana: La fleur que tu m'avais jetée, Là, ci darem la mano, Die Forelle, ecc.
- Quanto alla musica strumentale, il modo d'intitolare un movimento ha trovato differenti soluzioni, secondo le epoche, i Paesi, i singoli autori.

### Un movimento può essere indicato con il suo tempo
Nella musica barocca e in quella del periodo classico, i movimenti hanno in genere un solo e unico tempo: di conseguenza, i compositori hanno preso l'abitudine di designare ogni movimento o in base all'indicazione del suo tempo — allegro, adagio, andante, ecc.— o, per esempio nel caso della suite, con il nome della danza di destinazione, esso stesso costituendo un implicito riferimento al tempo che la caratterizza—la sarabanda, ad esempio, è una danza "lenta", la giga una danza "veloce".
Per esempio, si dirà che la tale suite comprende cinque movimenti, intitolati rispettivamente: Allemande, Courante, Sarabande, Gavotte e Gigue; o ancora, che la tale sinfonia ne comprende quattro, intitolati rispettivamente: Allegro, Adagio, Minuetto e Presto, ecc.
- L'abitudine di indicare un movimento mediante il suo tempo verrà progressivamente abbandonata da numerosi compositori nel corso dell'Ottocento—senza tuttavia scomparire del tutto.

Per esempio, Hector Berlioz ha intitolato i cinque movimenti — più esattamente, le cinque parti—della sua Sinfonia fantastica: Rêveries - Passions, Un bal, Scène aux champs, Marche au supplice e Songe d'une nuit de sabbat (in italiano Sogni - Passioni, Un ballo, Scena nei campi, Marcia al supplizio e Sogno d'una notte di sabba).

### Altri metodi per designare un movimento
Se i compositori, per designare i diversi movimenti di un'opera musicale, hanno spesso fatto ricorso a una terminologia basata sul tempo o sulla danza, sono tuttavia possibili altri modi per assolvere la stessa funzione:
- Il titolo d'un movimento può rinviare al tipo di struttura compositiva.

Per esempio: Canone, Toccata, Fuga, Variazione, Preludio, ecc.
- Il titolo d'un movimento può rinviare al numero di parti dell'organico di destinazione—procedimento molto utilizzato, per esempio, nelle opere.

Per esempio: Duo, Trio, Quartetto, ecc.
- Il titolo d'un movimento può rinviare al carattere della sua interpretazione.

Per esempio: Scherzo, Patetico, Lamento, Cantabile, ecc.
- Il titolo d'un movimento può rinviare ad una particolarità tecnica dello strumento di destinazione.

Per esempio: Pizzicato per uno strumento ad arco, ecc.

## Movimento come progressione del disegno musicale
Nella musica tonale e polifonica nel senso ampio del termine, vale a dire la quasi totalità della musica occidentale, dal Medioevo fino ai nostri giorni, con movimento s'intende anche la progressione del tessuto musicale secondo l'asse dell'altezza, sia sul piano melodico che su quello armonico.
- Il movimento melodico è l'intervallo melodico percorso da una stessa voce fra due note successive. Tutti gli intervalli producono un movimento melodico (anche l'unisono, che ripete nel tempo il medesimo suono: vedi ad esempio l'inizio di La morte e la fanciulla di Schubert).
- Il movimento armonico è la somma di almeno due movimenti melodici simultanei. Il movimento armonico può essere obliquo, parallelo, diretto o contrario.

## Movimento come singolo accento principale di una misura
Ogni misura in musica è composta da un certo numero di accenti principali, dei quali il primo è sempre il più forte, e gli altri si suddividono tra deboli e mezzoforti a seconda dell'indicazione metrica (struttura ritmica). Così, un brano ad es. in 3/4 (tre quarti) è formato da misure, ognuna delle quali divisibile in 3 movimenti di un quarto ciascuno.